# Canale-di-Verde
Canale-di-Verde je (korziško Canale di Verde) naselje in občina v francoskem departmaju Haute-Corse regije - otoka Korzika. Leta 2012 je naselje imelo 355 prebivalcev.

## Geografija
Kraj leži v vzhodnem delu otoka Korzike 64 km južno od središča Bastie.

## Uprava
Občina Canale-di-Verde skupaj s sosednjimi občinami Aléria, Ampriani, Campi, Chiatra, Linguizzetta, Matra, Moïta, Pianello, Pietra-di-Verde, Tallone, Tox, Zalana in Zuani sestavlja kanton Moïta-Verde s sedežem v Moïti. Kanton je sestavni del okrožja Corte.
1. ↑  »Populations légales 2016«. Nacionalni inštitut za statistične in gospodarske raziskave. Pridobljeno 25. aprila 2019.